# Steve Gordon (Drehbuchautor)
Steve Gordon (* 1938 in Chester, Pennsylvania; † 27. November 1982 in New York City) war ein US-amerikanischer Drehbuchautor und Regisseur.

## Leben
Gordon trat seit 1974 als Drehbuchautor verschiedener Fernsehserien in Erscheinung. Zuvor hatte er ein Studium der Geschichte und Politikwissenschaft an der Ohio State University absolviert, machte dort 1961 seinen Abschluss und war für verschiedene Werbeagenturen tätig gewesen. Als Autor entwickelte er die Serie Lachen auf Rezept. Bis auf zwei Kinofilme konzentrierte er sich auf das Fernsehen. Seine Arbeiten für den Broadway blieben größtenteils unrealisiert.
1981 inszenierte er mit Arthur – Kein Kind von Traurigkeit seinen ersten und einzigen Spielfilm. Hierfür verfasste er auch das Drehbuch. Zuvor hatte er 1980 bei mehreren Folgen der Serie Good Time Harry Regie geführt.
Für sein Drehbuch zu Arthur – Kein Kind von Traurigkeit war Gordon 1982 für den Oscar in der Kategorie Bestes Originaldrehbuch nominiert. Im Jahr zuvor hatte ihn die Writers Guild of America bereits mit einem WGA-Award ausgezeichnet.
Gordon verstarb infolge eines Herzinfarktes.

## Filmografie (Auswahl)
- 1976–1977: Lachen auf Rezept (The Pratice, Fernsehserie)
- 1977: Das charmante Großmaul (The One and Only)
- 1980: Good Time Harry (Fernsehserie)
- 1981: Arthur – Kein Kind von Traurigkeit (Arthur)